# Флаг русинов
Флаг русинов (русин. Флаг Русинів, Прапор Русинів, Застава Русинів) — один из символов русинов наряду с гербом  и гимном. Утверждён  23 июня 2007 года на 9-м Всемирном конгрессе русинов, проходившем в Сигете (Румыния). На флаге использованы панславянские цвета, принятые в 1848 году в Праге на основе флага Российской Империи.

## Описание
Полотно разделено на синие, белые и красные полосы в соотношении 2:1:1 соответственно. В центре флага располагается изображение герба русинов. Герб составляет половину высоты флага. По периметру герба проходит красная контурная линия 1/750 длины флага. Соотношение сторон флага — 2:3.
Флаг также может использоваться без герба. Наиболее распространенный размер — 1 000 мм в высоту и 1 500 мм в ширину.
Синий цвет символизирует небо, изображение панорамы Карпатских гор на горизонте, надежду на лучшее будущее, рассудительность, свежесть духа и тела, бесконечный труд. Белый цвет — традиционное миролюбие, гостеприимство, доброта, толерантность, спокойствие, нравственная и физическая чистота, высокая культура. Красный — всё живое, красота, эстетический идеал русинов, символ активности, проявления здоровья человека.

## История
Впервые вопрос о флаге был поднят в Подкарпатской Руси, как части Чехословакии, в 1920 году. Среди русинских политиков существовало два мнения: «одна партия желает введения украинских цветов, то есть синего и жёлтого, тогда как другая партия выбирает цвета красный и белый или красный и синий».
Первый губернатор Г. Жаткович предложил центральному правительству сине-жёлтое полотнище. В ответ министерство внутренних дел Чехословакии в 1921 году рекомендовало использовать для флага все цвета герба: синий, жёлтый, красный, белый. Окончательно вопрос о флаге не был решён. В 1925 году вопрос о флаге снова был поднят, но проукраинская и русофильская фракции депутатов в Чехословацкой парламенте не смогли прийти к единому мнению. 
Не дожидаясь решения на государственном уровне, 15 декабря 1934 года проукраинский президиум краевого правительства Подкарпатской Руси издал распоряжение №17688-през.-1934 за подписью и. о. губернатора Антона Розсыпала о порядке употребления сине-жёлтого флага в Подкарпатской Руси, как краевого. В 1939 году в соответствии с принятым 15 марта 1939 года законом о флаге (ч.1, § 5), официальным флагом независимой Карпатской Украины стало сине-жёлтое полотнище.
Под влиянием эмигрантов из Советской России в 1920-1930-х годах некоторые русинские партии и движения Подкарпатской Руси «русофильской ориентации» использовали бело-сине-красный русский флаг. В частности в 1923 году русинское Общество имени А. Духновича использовало его как «знак единой русской нации». В 1939 году после присоединения Закарпатья к Венгрии бело-сине-красный флаг использовался как подкарпатский.
В 2007 году русинское движение («Народная Рада русинов») представило этот флаг в облсовет как проект флага Закарпатской области: «сине-бело-красный триколор с гербом Закарпатской области».
Кроме официального флага, одобренного Всемирным конгрессом русинов, русинские общины некоторых стран используют свои флаги, которые их организации корректируют, добавляя какие-то фигуры в герб или меняя цвет флага. 
Такие флаги используют русины, проживающие в Сербии, Хорватии и Польше. Русины в других странах используют флаги, принятые на Всемирном конгрессе русинов, хотя закарпатские русины используют графически адаптированный флаг. Русины в Словакии, Молдавии, Румынии, Венгрии, Чехии, США и Канаде не имеют местных флагов и используют общерусинский.

## Современные флаги русинов

Флаг русинов Сербии
Флаг русинов Хорватии
Флаг русинов-лемков (вариант)
Флаг русинов-лемков
Флаг закарпатских русинов